# Nessenmühle
Nessenmühle ist ein Gemeindeteil der Stadt Lauf an der Pegnitz im Landkreis Nürnberger Land (Mittelfranken, Bayern). Nessenmühle liegt in der Gemarkung Schönberg.

## Geografie
Der Weiler liegt am Nessenbach, einem linken Zufluss der Pegnitz, und bildet mit Schönberg im Süden eine geschlossene Siedlung. Eine Gemeindeverbindungsstraße führt nach Schönberg (0,6 km südlich) bzw. zu einer Gemeindeverbindungsstraße (1,7 km nördlich), die linksseitig der Pegnitz entlang nach Lauf bzw. nach Ottensoos verläuft.

## Geschichte
Die Nessenmühle wurde spätestens zum Ende des 17. Jahrhunderts als Einzelgehöft errichtet. Um ihre Funktion als Wassermühle erfüllen zu können, wurde 200 Meter westsüdwestlich von ihr ein Mühlweiher angelegt, der etwa acht Meter über dem Höhenniveau der Mühle lag und von einem kleinen namenlosen Bachlauf gespeist wurde.
Durch die zu Beginn des 19. Jahrhunderts im Königreich Bayern durchgeführten Verwaltungsreformen wurde die damalige Einöde mit dem zweiten Gemeindeedikt zu einem Bestandteil der Ruralgemeinde Schönberg. Im Laufe des 19. und 20. Jahrhunderts wurden unmittelbar westlich und südlich des Mühlengebäudes dann mehrere Wohnhäuser errichtet, so dass der Ort schließlich zu einem Weiler heranwuchs. 1961 zählte dieser 15 Einwohner. Zusammen mit der Gemeinde Schönberg wurde Nessenmühle im Zuge der ersten Phase der kommunalen Gebietsreform in Bayern 1972 in die Stadt Lauf eingegliedert.
Der Mühlenbetrieb in der Nessenmühle ist bereits seit längerer Zeit aufgegeben worden und der Mühlweiher wurde inzwischen trockengelegt. Das ehemalige Weihergelände ist heute bewaldet, es befindet sich inmitten des Areals der Moritzberg-Werkstätten und lediglich der Flurname Beim Mühlweiher erinnert noch an dieses verschwundene Gewässer. Der den Weiher ehemals speisende Bachlauf hingegen wurde umgeleitet und mündet nunmehr etwa 200 Meter südlich der Ortschaft in den Nessenbach ein.

## Baudenkmäler
Einziges Baudenkmal des Weilers ist das ehemalige Mühlengebäude. Bei diesem handelt es sich um einen in massiver Bauweise errichteten zweigeschossigen Satteldachbau.